# 布倫內爾湖
47°01′N 11°30′E / 47.017°N 11.500°E

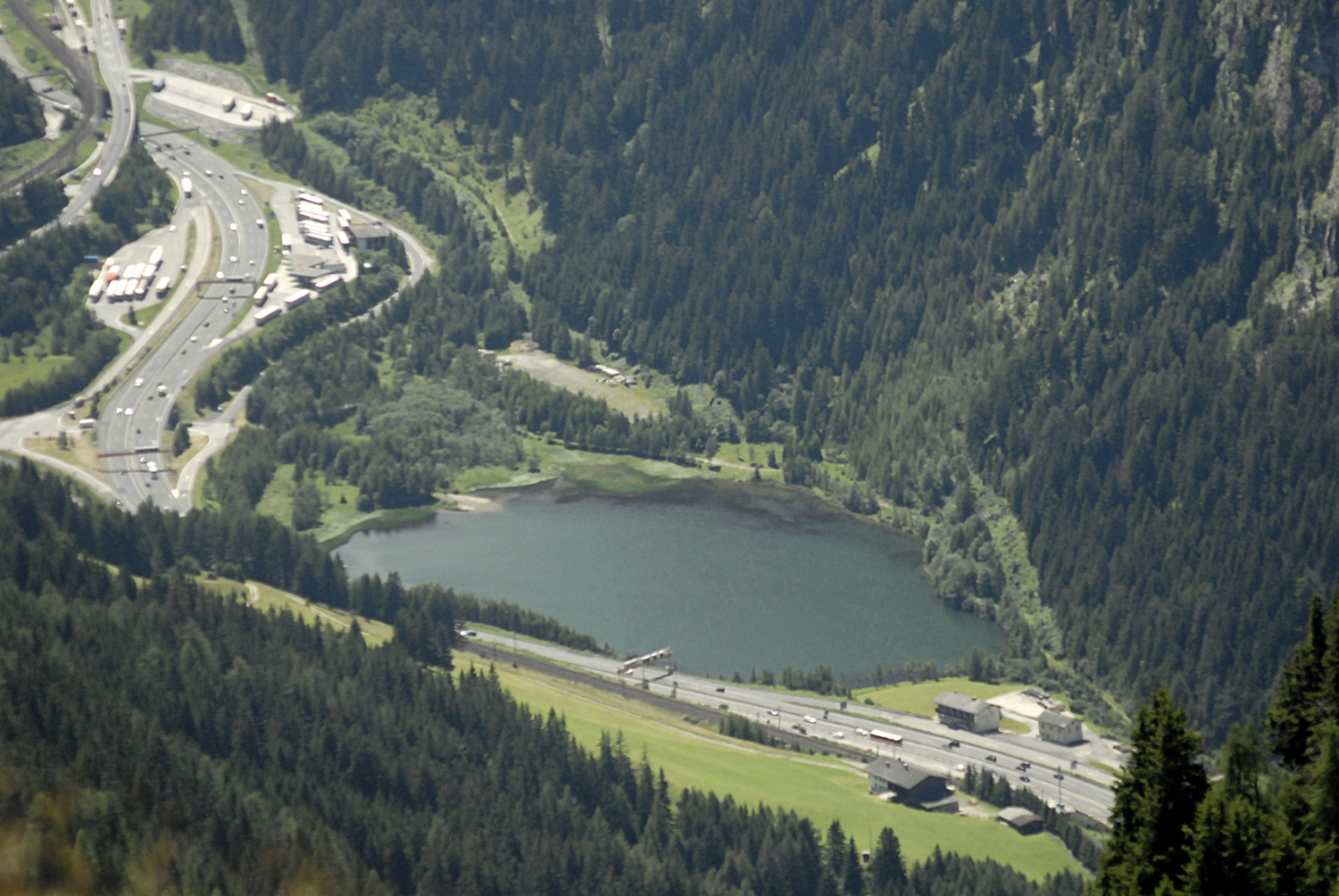

布倫內爾湖是奧地利的湖泊，位於蒂羅爾州，處於錫爾河上，長0.35公里、寬0.2公里，面積0.19平方公里，海拔高度1,310米，湖畔城鎮有布倫納山口格里斯。